# Commandant en second du Corps des Marines
Le commandant en second du Corps des Marines (ACMC) est le second officier le plus haut gradé du Corps des Marines des États-Unis et sert d'adjoint au commandant du Corps des Marines (CMC). Avant 1946, le titre était connu sous le nom d'assistant du commandant.
Le commandant adjoint est proposé pour nomination par le président et doit être confirmé par un vote à la majorité par le Sénat. Si le commandant est absent ou incapable d'exercer ses fonctions, le commandant adjoint assume les fonctions et responsabilités du commandant. Pour cette raison, le commandant adjoint est nommé à un grade égal au commandant en exercice ; depuis 1971, chaque commandant adjoint est, par statut, un général quatre étoiles, ce qui en fait le grade le plus courant chez les Marines servant ce poste. De plus, il peut accomplir d'autres tâches que le CMC lui confie. Historiquement, le commandant adjoint sert pendant deux à trois ans. Au cours des dernières décennies, le commandant adjoint fut souvent un aviateur de la Marine. James F. Amos (en) est le premier aviateur à occuper le poste de commandant adjoint, puis à être promu commandant.
Le 37e et actuel commandant adjoint est Christopher J. Mahoney (en) depuis le 3 novembre 2023, succédant à Eric M. Smith (en). Le premier marine à détenir le poste en tant qu'« assistant du commandant » fut Eli K. Cole (en) (Allen H. Turnage étant le dernier), tandis que Lemuel C. Shepherd Jr. fut le premier à le détenir en tant que « commandant adjoint ».